# Publicistika
Publicistika  (lat. publice: javno) pisanje i objavljivanje je analitički detaljnijih tekstova (u odnosu na one koji se redovno objavljuju u novinama) u knjigama i periodici (novinama, časopisima, ali redovito u obliku podlistka (feljtona)) koji obrađuju teme iz javnoga i kulturnog života. U engleskom jeziku publicistiku zovu opinion journalism, jer publicisti često svojim pisanjem (koje može biti potpuno zasnovano na valjanim dokazima) izriču svoj stav.
Publicističke vrste - podlistak (feljton), reportaža i polemika